# Margabakti
Margabakti is een bestuurslaag in het regentschap Kuningan van de provincie West-Java, Indonesië. Margabakti telt 1229 inwoners (volkstelling 2010).